# Parco nazionale degli Aparados da Serra
Il parco nazionale degli Aparados da Serra è un'area protetta brasiliana dove vige la protezione integrale della natura; è localizzato nella Serra Geral, comprendendo le strette valli lungo la frontiera naturale tra gli Stati di Rio Grande do Sul e di Santa Catarina.

## Storia
L'area protetto è stata creata con il decreto Nº 47.446, del 17.12.1959, con un'area stimata di 13.000 ha (130 km²). Il decreto Nº 70.296, emesso il 17.3.1972, ha alterato gli articoli 1º e 2º del Decreto Nº 47.446, riducendo l'area stimata a 10 250 ha (120,5 km²), come conseguenza di una revisione dei confini. Il parco ha come obiettivo di fondo la preservazione dell'ecosistema della Mata Atlântica, delle foreste di Araucaria e della pampa gaúcha, di grande bellezza scenica, e permettere quindi lo svolgimento di ricerche scientifiche e la realizzazione di attività di educazione ambientale, di ricreazione a contatto con la natura e la promozione del turismo ecologico.
L'amministrazione dell'area protetta è in capo all'Istituto Chico Mendes de Conservação da Biodiversidade (ICMBio). Il parco è unico nella regione sud del Brasile per quanto riguarda la partecipazione al Programa de Turismo nos Parques.

## Territorio
Inserito nel contesto della regione naturale chiamata comunemente "Aparados da Serra", il parco confina - sia a nord, sia a sud - con l'altro parco nazionale della Serra Geral, anche questo amministrato dall'ICMBio. Nel loro congiunto, i due parchi comprendono un'area totale di circa 300 km².
Il rilievo della regione è piuttosto caratteristico, dato che è caratterizzato per lo più da serre, canyon e gole con pareti verticali che raggiungono i 700 metri di altezza, che si aprono improvvisamente, al margine dei campi soavemente ondulati.

### Clima
Il clima è temperato, con una temperatura media annuale di 16°C, con il periodo più caldo in gennaio e quello più freddo in giugno - luglio. La precipitazione media annuale si aggira intorno ai 1.500-2.250 mm.

## Localizzazione
Geograficamente, il parco si trova nella regione nord-est del Rio Grande do Sul, lungo il confine con la regione sud dello Stato di Santa Catarina, al bordo della formazione geologica nota come Serra Geral.

## Flora
Dal punto di vista dei vegetali, il parco comprende parti di mata atlantica, foresta umida di Araucaria e di savana uruguayana, con campi aperti e falesie.

## Fauna
Nel parco trovano protezione varie specie di animali quali il pappagallo (Amazona vinacea), il crisocione (Chrysocyon brachyurus), l'ocelotto (Leopardus pardalis), il procione cancrivoro (Procyon lotor) e anche il puma (Puma concolor).

## Punti di interesse
La principale attrazione del parco è il famoso e impressionante Canyon dell'Itaimbezinho (dal Tupi-Guarani Ita [poetra] e Aí'be [affilata]). Questo ha un'estensione di 5,8 km, una larghezza massima di 720 m ed è percorso dal torrente Perdizes. Nel parco esistono vari sentieri segnati e aperte al pubblico: i più frequentati sono quelli del "Vértice" e del "Cotovelo" nella zona del Canyon dell'Itaimbezinho. Il sentiero del "Rio do Boi" permette l'accesso all'interno del canyon stesso.

## Accesso
L'accesso al parco può avvenire sia dalla RS-020 sia dalla BR-101, passando da Praia Grande (SC) attraverso la serra do Faxinal. Le città più vicine al parco sono Cambará do Sul e Praia Grande. Cambara do Sul si trova a circa de 190 km di distanza dalla capitale del Rio Grande do Sul, Porto Alegre, mentre Praia Grande si trova a 294 km dalla capitale di Santa Catarina, Florianopolis.
L'entrata al parco avviene attraverso i Posti di Informazione e Controllo, posti a Praia Grande e a Cambará do Sul.

## Galleria d'immagini

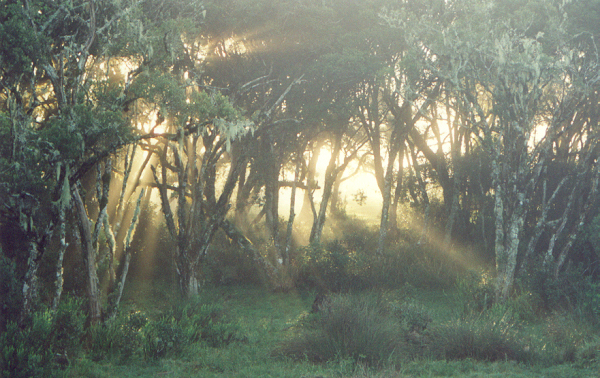
Foresta nebulosa superiore
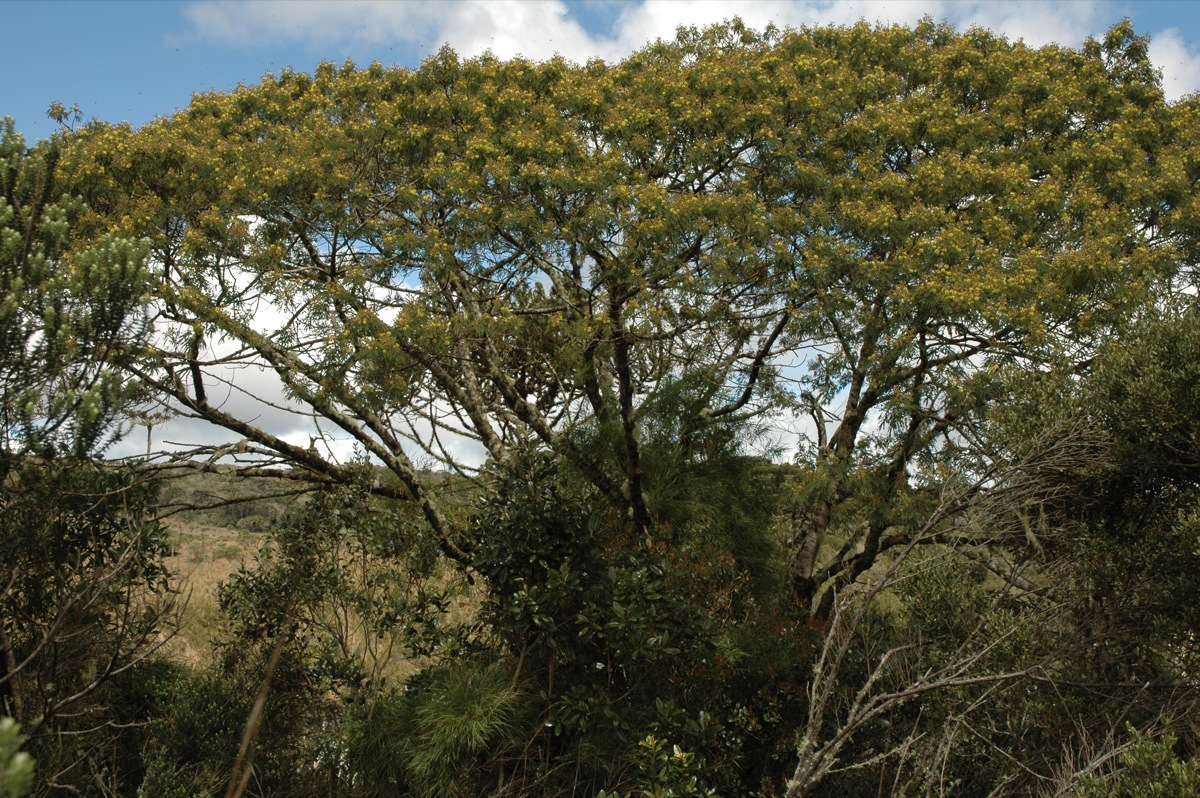
Bracatinga (Mimosa scabrella) nel parco
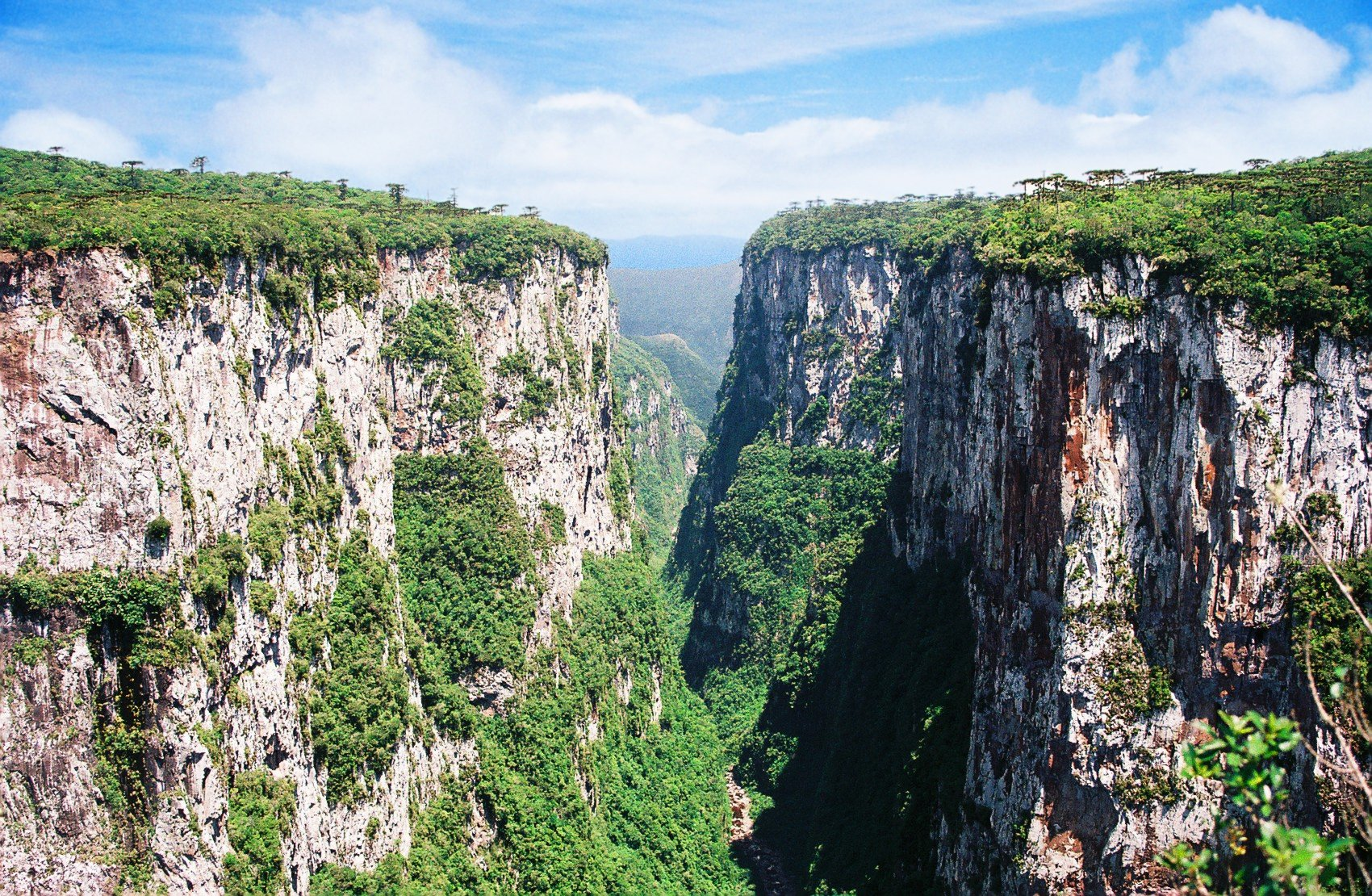
Canyon dell'Itaimbezinho
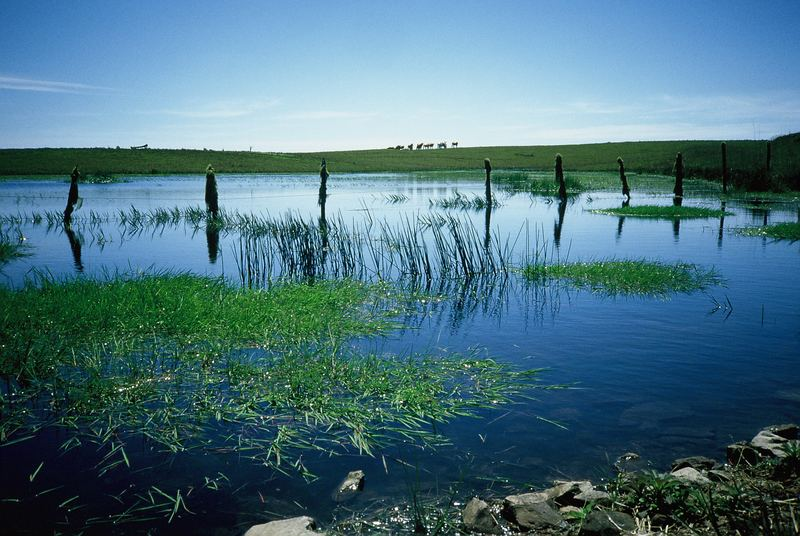
Regione allagata nell'epoca delle piogge